# Marmosa andina colombiana
La marmosa andina colombiana (Marmosa phaea) és un marsupial nocturn, arborícola i principalment solitari de la família dels didèlfids. És originària dels vessants occidentals dels Andes de Colòmbia, l'Equador i el Perú, on viu a altituds d'entre 0 i 1.500 msnm. Viu principalment en jungles de terres baixes i selves nebuloses montanes, tot i que se l'ha observat en boscos secs a l'extrem meridional del seu àmbit de distribució.